# Liste der Baudenkmäler in Detmold-Vahlhausen
Die Liste der Baudenkmäler in Detmold-Vahlhausen enthält die denkmalgeschützten Bauwerke auf dem Gebiet von Detmold-Vahlhausen in Nordrhein-Westfalen (Stand: September 2024). Diese Baudenkmäler sind in der Denkmalliste der Stadt Detmold eingetragen; Grundlage für die Aufnahme ist das Denkmalschutzgesetz Nordrhein-Westfalen (DSchG NRW).
| Bild      | Bezeichnung        | Lage                        | Beschreibung | Bauzeit | Eingetragen seit  | Denkmal- nummer |
| --------- | ------------------ | --------------------------- | ------------ | ------- | ----------------- | --------------- |
| BW        | Fachwerkbackhaus   | Blomberger Straße 330 Karte |              |         | 5. Oktober 1989   | 320             |
| BW        | Fachwerkbauernhaus | Blomberger Straße 332 Karte |              |         | 5. September 2001 | 587             |
| Hofanlage | Hofanlage          | Blomberger Str. 334 Karte   |              |         | 11. Februar 2014  | 696             |

- Karte mit allen Koordinaten:
- OSM |
- WikiMap